# 森田光
森田 光（もりた ひかる、1991年〈平成3年〉12月27日 - ）は、日本の俳優。
日本俳優連合の組合員。

## 人物・略歴
茨城県出身。芸能活動をするため都内へ上京。2013年4月、CATV「JUMPキッズなわとびすと選手権」にレギュラー出演。TOKYO MXや千葉テレビ、テレビ埼玉などのドラマに出演している中、低身長ということで声がかかり、2022年放送のスーパー戦隊シリーズ第46作目『暴太郎戦隊ドンブラザーズ』にセミレギュラーとして出演をはたす。
特技は少林寺拳法。

## 出演

### テレビドラマ
- ヤンキー君とメガネちゃん（2010年4月23日-6月25日、TBSテレビ) - 高校生役
- ヒミツの関係〜先生は同居人〜（2010年、ＢeeTVドラマ）- 高校生役
- HENCHMEN (2011年2月、LISMOドラマ) - ヘンチメン役
- 桜からの手紙 〜AKB48 それぞれの卒業物語〜(2011年2月26日-3月6日、日本テレビ系列) - 高校生役
- BOOM MAKER『都市伝説バスター』(2014年8月、千葉テレビ放送) - 大下役
- Stand Up!!!『Stand down Z』(2014年11月、千葉テレビ放送) - 井上役
- オール☆in One『しきがみ』(2015年4月、テレビ埼玉) - 沖田役
- オール☆in One『943887600秒』(2015年4月、テレビ埼玉) - 西岡役
- オール☆in One『フジコの季節』(2015年5月、テレビ埼玉) - 店長役
- オール☆in One『秘密兵器サークル』(2015年6月、テレビ埼玉) - 副会長役
- RED CROSS -女たちの赤紙-(2015年8月、TBSテレビ) - 日本兵役
- グッドモーニング・コール(2016年2月12日 -2016年6月10日、フジテレビ) - レギュラー高校生役
- ドリームセブン『曰くつき（前世）』(2016年8月、千葉テレビ放送)- タケシ役
- ドリームセブン『曰くつき（割れた鏡）』(2016年9月、千葉テレビ放送) - 奏かなで役
- アイアングランマ2(2018年6月3日-7月8日、NHK BSプレミアム) - 店員役
- 実録東京コンフィデンシャル２(2018年12月、TOKYO MX) - 田島役
- 恋と就活のダンパ(2019年4月、NHKBS) - 踊れる学生役
- べしゃり暮らし(2019年7月27日-9月14日、テレビ朝日系) - 高校生役
- MEOW'S EYE(2019年12月、TOKYO-MX) - 上杉役
- 了不起的女孩(2019年、中国ドラマ) - 息子役
- アイカツプラネット!(2021年1月、テレビ東京) - カップル役
- ハナコランド（2022年5月、千葉テレビ放送） - 林田役
- 暴太郎戦隊ドンブラザーズ（2022年3月13日 - 2023年2月26日、テレビ朝日） - 三増役
- 幸せカナコの殺し屋生活（2025年2月、DMM TV） - 店員役

### 映画
- リアル鬼ごっこ3(2012年5月) - 高校生役
- カラスの親指(2012年11月) - 大学生役
- INORIGAMI〜いのりがみ〜(2013年6月) - 三甲斐 香緒瑠役
- 明日への扉〜運命の二択〜『透けろ!』(2013年8月) - 青田はじめ役
- 運命の600秒〜最終章〜『瞼の影』(2013年10月) - 美喜雄役
- セーラー服と機関銃-卒業-(2016年3月) - ウラ社会の人役
- ノーマーク爆牌党(2018年10月) - 麻雀客役
- キスカム!Come on, kiss me again!(2019年4月) - 同性カップル役
- 青春のしおり(2019年4月) - 尾崎タイチ役
- 弥生、三月-君を愛した30年-(2020年3月) - 高校生役

### TV番組
- 娘はやらんぞ!私達、結婚を反対されてますカップル大集合!!(1996年8月、フジテレビ) - 家族で出演
- ザ!世界仰天ニュースイケてる高校生2時間SP『15歳プロを夢見た少年』再現VTR（2010年6月、日テレ） - 友人役
- ～ものまねグランプリ特別編～コロッケVS青木隆治 珠玉のものまねベスト10. 3年B組金八先生再現VTR（2011年7月、日テレ） - 中学生役
- JUMPキッズなわとびすと選手権（2013年4月、JCN埼玉） - MCレギュラー出演
- ZIPハテナビコーナー『LINEスタンプだけで会話できるか!?』（2013年6月、日テレ） - 取材協力
- ノンストップあなたの知らないセケンのコーナー再現VTR『お金をせびる親』（2014年10月、フジテレビ） - 隆太役：息子
- シャキーン!『ひみつのレンコちゃん』（2015年3月、NHK） - サラリーマン役
- オール☆in One『オープニングトーク』（2015年6月、テレ玉） - ゲスト出演
- シャキーン!『テレパシー実験』（2015年7月、NHK） - 被験者役
- ザ！世界仰天ニュースまさかのアレルギースペシャル『PATM』再現VTR（2018年3月、日テレ） - 中学生役
- 人生が変わる1分間の深イイ話『徳井さん』再現VTR（2018年4月、日テレ） - 患者役
- 夢なら覚めないで『体毛の無い男性』再現VTR（2018年6月、TBS） - 体毛の無い男性役
- 衝撃のアノ人に会ってみた!W 杯特番『本田選手』再現VTR（2018年6月、日テレ） -  高校サッカー部員役
- 踊る!さんま御殿!!【男子校・女子校】「あ、この人男子校・女子校出身だなとわかる瞬間」再現VTR（2018年8月、日テレ） - 大学生役
- 奇跡体験!アンビリバボー『才色兼備の双子姉妹に起きたアンビリバボーな事件!?』再現VTR（2018年10月、フジテレビ） - ジョン役
- THE突破ファイル『崎陽軒の「シウマイ弁当」』再現VTR（2019年4月、日テレ） - 売り子役
- ジャンクSPORTS『高藤直寿の強さの秘訣。先輩が付き人?伊丹直喜』再現VTR（2019年8月、フジテレビ） - 伊丹直喜役
- トラブルSOS『同級生サギ』再現VTR（2020年1月、フジテレビ） - 高校生役

### Web番組
- ぴんくのお部屋へよ〜こそ（2012年12月、Amebaスタジオ） - ゲスト出演
- Let’s☆たこやきパーティ～番外編 イケメンパラダイス～秘密の花園へようこそ〜（2013年2月、ワロップ放送） - ゲスト出演
- 安達有里のHappy Shine~イケメン・ナビゲーション~（2015年8月、Ustream） - ゲスト出演
- ブレイクTIME（2017年2月、AbemaFreshTV） - MCレギュラー出演
- 「てんちむCH/tenchim」エミリンとヤバイと噂のチェキ会に潜入した結果、マジヤバイ（語彙力）衝撃!!地下アイドルの闇（2020年3月、YouTube）-℃×℃で出演
- 「オーブヘアーTV」ドッキリ企画（2020年11月、YouTube） - チャラ男役

### ラジオ
- 「ラジオですいません」（2013年9月、レインボータウンFM放送局） -ゲスト出演
- 「スマイルカフェ」（2015年6月、調布FMラジオ） - ゲスト出演
- 「元気UP↑ラジオLOVE&MUSIC」（2016年8月、調布FMラジオ） - ゲスト出演
- 「華野ルイのRUI's BAR TIME」（2021年2月、調布FM ラジオ） - ゲスト出演
- 「ウィンディーズマニア!シャバダバ!」（2021年5月、市川うららFMラジオ） - ゲスト出演
- 「三橋加奈子のSaturday Bell」（2025年2月、市川うららFMラジオ） - ゲスト出演
- 「キャストウォッチ×ラジオ楽しんご公開収録」（2025年2月、ツイキャスラジオ） - ゲスト出演

### イベント
- イベント「ラジオですいません」（2012年11月） - 演劇出演
- スマイル☆スパ－ク（2013年10月） - ゲスト出演
- 2.5次元恋愛SLGイベント「シェアハウス若宮荘」（2017年10月） - 上月昴役
- 平成KIZOKU 白塗りジャック 京歩き （2018年1月）
- 職種も人種も様々な『白塗』達が、『普通に』原宿に登場！（2018年1月） - 高校生役
- 東京都公共事業「水道キャラバン2018」（2018年6月） - みずお まなぶ役
- リーディングライブ『colorful voice Reading vol 1』「声優オーディション」（2018年9月） - 野沢まさる役
- 「Railway of meteor」（2018年9月、脚本、演出:増川洋一） - 青年役
- 池袋サンシャインシティスペシャルハロウィンイベントアルパB1噴水広場【ゾンビーズ】（ 2018年10月） - ドラキュラ役
- カフェイベント「エンタメイケメンカフェ」（2020年8月）
- リーディングライブ『I MJ Reading』「愛し過ぎた女」（2021年4月、脚本、演出:増川洋一） - 真人役
- リーディングライブ『I MJ Reading』「初春の巡り合い」（2021年4月、脚本、演出:増川洋一） - 村雲役
- リーディングライブ『I MJ Reading』「真実の文、嘘の言葉」（2021年4月、脚本、演出:増川洋一） - 鬼塚役
- 東京都公共事業「水道キャラバン2021」（2021年6月） - みずお まなぶ役
- リーディングライブ『I MJ WINTER Reading』（2021年12月、脚本、演出:増川洋一）「闇のアフレコ現場」 - 闇監督役
- リーディングライブ『I MJ WINTER Reading』（2021年12月、脚本、演出:増川洋一）「サンタクロースタイム」 - 樅木渉役
- リーディングライブ『I MJ WINTER Reading』（2021年12月、脚本、演出:増川洋一）「WHITE LIE」 - 光（ひかる）役
- ヒューリックホール東京にて映像絵本朗読劇:ラッセン作品：under the sea海の秘密と魔法（2024年8月） - 海の王様役
- ヒューリックホール東京にて映像絵本朗読劇:charia：作品ルルちゃんとゆきだるま（2024年8月）- パパ役

### 雑誌
- J☆page雑誌2010年11月号(裏表紙に掲載)

### LIVE
- メンズ地下アイドル「陽花-hibana-」(5月11日-2020年2月29日)※11月1日よりグループ名を「℃×℃（セルシウス）」に改名。